# Octene
Die Octene sind in der Chemie eine Stoffgruppe und zählen zu den Alkenen. Sie umfasst 66 Strukturisomere mit der Summenformel C8H16. Octene haben zwischen zwei Kohlenstoffatomen eine Doppelbindung. Diese kann sich an vier unterschiedlichen Positionen befinden; es lassen sich daher vier lineare, also geradkettige, Isomere unterscheiden:
- 1-Octen
- 2-Octen
- 3-Octen
- 4-Octen

Ein nichtlinearer Vertreter ist:
- Isoocten

## Synthese
Octene werden durch das Dimersol-X-Verfahren erzeugt.

## Verwendung
Octene werden durch den oxo oder Hydroformylierungsprozess in Nonylalkohol umgewandelt, das als Weichmacher zur Herstellung von Polyvinylchlorid verwendet wird.